# Stazione meteorologica di Orbetello Terra Rossa
La stazione meteorologica di Orbetello Terra Rossa è la stazione meteorologica di riferimento relativa alla città di Orbetello.

## Caratteristiche
La stazione meteorologica, del servizio idrografico regionale, è situata nell'Italia centrale, in Toscana, in provincia di Grosseto, nel comune di Orbetello, a 1 metro s.l.m. e alle coordinate geografiche 42°26′N 11°12′E. La sua ubicazione è nella Laguna di Ponente, in prossimità del Ponte Diga e della città.

## Dati climatologici 1961-1990
Secondo i dati medi del trentennio 1961-1990, la temperatura media del mese più freddo, gennaio, si attesta a 8,3 °C; mentre quella dei mesi più caldi, luglio e agosto, è di +24,1 °C .
Le precipitazioni medie annue si aggirano sui 689 mm, mediamente distribuiti in 69 giorni, con minimo tra la primavera inoltrata e l'estate e picco massimo in autunno-inverno.
| Orbetello Terra Rossa (1961-1990) | Mesi | Mesi | Mesi | Mesi | Mesi | Mesi | Mesi | Mesi | Mesi | Mesi | Mesi  | Mesi | Stagioni | Stagioni | Stagioni | Stagioni | Anno  |
| Orbetello Terra Rossa (1961-1990) | Gen  | Feb  | Mar  | Apr  | Mag  | Giu  | Lug  | Ago  | Set  | Ott  | Nov   | Dic  | Inv      | Pri      | Est      | Aut      | Anno  |
| --------------------------------- | ---- | ---- | ---- | ---- | ---- | ---- | ---- | ---- | ---- | ---- | ----- | ---- | -------- | -------- | -------- | -------- | ----- |
| T. max. media (°C)                | 11,9 | 12,4 | 14,6 | 17,4 | 21,3 | 25,2 | 28,3 | 28,4 | 25,8 | 21,6 | 16,7  | 13,5 | 12,6     | 17,8     | 27,3     | 21,4     | 19,8  |
| T. min. media (°C)                | 4,8  | 5,5  | 7,5  | 10,4 | 13,6 | 17,4 | 20,0 | 19,8 | 17,6 | 13,7 | 10,1  | 6,6  | 5,6      | 10,5     | 19,1     | 13,8     | 12,2  |
| Precipitazioni (mm)               | 86,4 | 70,7 | 66,1 | 46,7 | 31,7 | 20,3 | 13,1 | 33,9 | 50,6 | 89,2 | 104,3 | 76,1 | 233,2    | 144,5    | 67,3     | 244,1    | 689,1 |
| Giorni di pioggia                 | 8    | 7    | 7    | 7    | 5    | 3    | 1    | 3    | 4    | 7    | 9     | 8    | 23       | 19       | 7        | 20       | 69    |

## Temperature estreme mensili dal 1935 al 1998
Di seguito sono riportati i valori estremi mensili delle temperature massime e minime registrate dal 1935 al 1998.
In base alle suddette rilevazioni, la temperatura massima assoluta è stata registrata nel luglio 1983 e nell'agosto 1992 con +36,0 °C, mentre la minima assoluta di -7,6 °C è datata febbraio 1956; nella serie compaiono alcuni valori sovrastimati in varie annate che non trovano riscontro nell'esame delle mappe di reanalisi.
| Orbetello Terra Rossa (1935-1998) | Mesi        | Mesi        | Mesi        | Mesi        | Mesi        | Mesi        | Mesi        | Mesi        | Mesi        | Mesi        | Mesi        | Mesi        | Stagioni | Stagioni | Stagioni | Stagioni | Anno |
| Orbetello Terra Rossa (1935-1998) | Gen         | Feb         | Mar         | Apr         | Mag         | Giu         | Lug         | Ago         | Set         | Ott         | Nov         | Dic         | Inv      | Pri      | Est      | Aut      | Anno |
| --------------------------------- | ----------- | ----------- | ----------- | ----------- | ----------- | ----------- | ----------- | ----------- | ----------- | ----------- | ----------- | ----------- | -------- | -------- | -------- | -------- | ---- |
| T. max. assoluta (°C)             | 19,5 (1936) | 22,5 (1990) | 22,5 (1974) | 27,0 (1975) | 31,4 (1986) | 35,5 (1965) | 36,0 (1983) | 36,0 (1992) | 34,5 (1982) | 30,5 (1985) | 25,5 (1965) | 21,0 (1994) | 22,5     | 31,4     | 36,0     | 34,5     | 36,0 |
| T. min. assoluta (°C)             | −5,2 (1942) | −7,6 (1956) | −3,5 (1971) | 0,5 (1956)  | 5,4 (1962)  | 9,5 (1953)  | 13,0 (1954) | 11,5 (1938) | 9,4 (1977)  | 2,5 (1941)  | −1,3 (1955) | −6,0 (1996) | −7,6     | −3,5     | 9,5      | −1,3     | −7,6 |